# Modekop, Khanapur
Modekop là một làng thuộc tehsil Khanapur, huyện Belgaum, bang Karnataka, Ấn Độ.